# 519綠色行動

519綠色行動中於龍山寺內聚集的民眾

519綠色行動，為1980年代台灣要求解嚴的政治運動。

## 背景
自從1949年5月19日以來，中華民國政府於台灣實行台灣省戒嚴令，並且以動員戡亂時期的臨時條款作為最高法律，《中華民國憲法》規定的自由權與人權都受到嚴重限縮。李敖、鄭南榕、江鵬堅等黨外運動人士推動519綠色行動，以「紀念台灣戒嚴日」為由，要求政府解嚴。而且鄭南榕也以其《自由時代雜誌》為519綠色行動作宣傳。
1986年，受到當時亞洲民主化運動興起的影響，鄭南榕期望能籌辦活動以突破戒嚴體制。同年2月，鄭南榕開始和江蓋世、江鵬堅等黨外運動人士策畫可能的活動。當時菲律賓爆發人民力量革命，推翻馬可仕政權。就以「菲律賓能，台灣當然也能！」為宣傳，訴求民眾參與行動以「和平取銷（消）戒嚴」。:57最終決定於5月19日發起主張解除戒嚴的519綠色行動，抗議中國國民黨政府在臺實行戒嚴令長達37年。隨後，鄭南榕開始於雜誌社討論活動進行方法，並且在每期《自由時代周刊》登上廣告宣傳。儘管當時一些人認為受到戒嚴體制的影響將僅有少數人會出面在指定時間參與活動，不過鄭南榕仍然不斷透過雜誌進行宣傳，甚至發起臺灣各地的串連活動。

## 經過

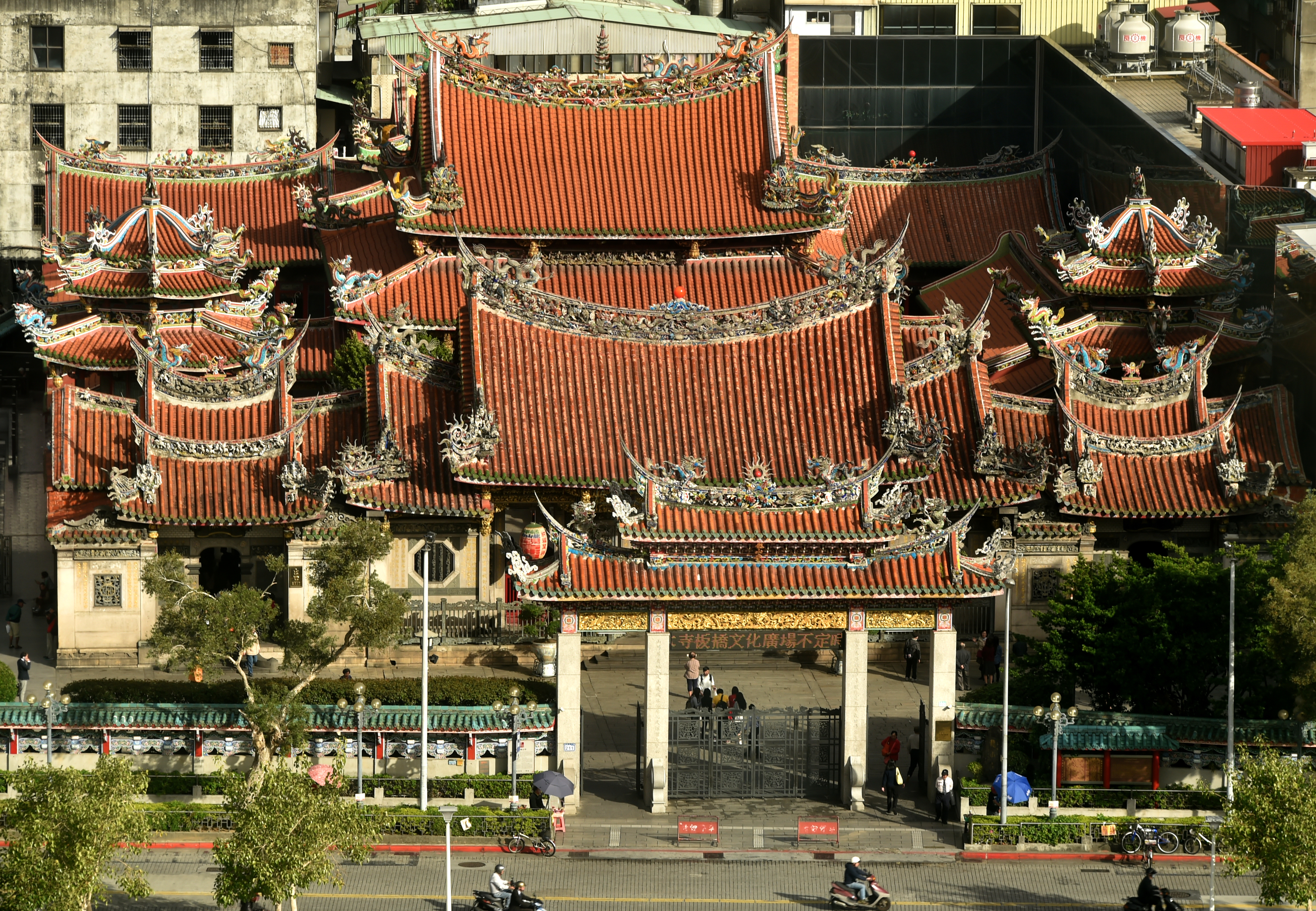
519綠色行動的聚集地臺北市艋舺龍山寺

1986年5月19日，鄭南榕等人依照計畫以「紀念台灣戒嚴日」為由，於台北市艋舺龍山寺聚集數百名群眾，被鎮暴警察以人牆層層包圍。包括陳水扁、謝長廷等黨外運動重要人士皆前往現場，示威民眾則是直接靜坐抗議並且與警方對峙長達12個小時。這次事件引起《時代》和《新聞週刊》等國際媒體的關注，開始報導臺灣黨外運動人士提出的訴求，並且為當時中華民國政府帶來一定的壓力。而時任國家安全會議秘書長汪道淵一方面指責鄭南榕「亂來」，另一方面表示：「鄭南榕是不是台灣人，要不然他為什麼要反對戒嚴？」
519綠色行動在當時也被認為是黨外運動激進派不滿黨外公政會主導人事以及與國民黨方面溝通時，採取較為妥協、軟弱的立場。1987年5月19日，國民黨提出先制定《國家安全法》再行解嚴的主張，但不為反對派人士所接受。因此當年的5月19日民主進步黨在臺北市國父紀念館舉行抗議活動，提出「只要解嚴、不要國安法」、「解除戒嚴、人人有責」及「百分之百解嚴」等口號，延續1986年五一九綠色行動的主張，要求蔣經國政府「100%解嚴、100%回歸憲法」，這兩次活動都造成相當的震撼。
1987年7月15日，蔣經國政府宣佈解除長達38年的戒嚴；主張解嚴的519綠色行動正式走入歷史。 

## 後續發展
2007年6月25日，陳水扁政府決定將在該年7月14日舉行「重返台北龍山寺活動」，回顧當年群眾要求解除戒嚴卻遭鎮暴警察包圍的肅殺氣氛。7月14日當天，民進黨總統參選人謝長廷及總統陳水扁等人對龍山寺前廣場的民眾致詞，率領黨公職披上寫有「519綠色行動」、「取消戒嚴」的白布背心，坐在當年靜坐要求解嚴的龍山寺門口，重溫當年黨外人士發動的第一次集體挑戰戒嚴行動；最後由陳水扁率眾人拉起「戒嚴就是軍事統治」的抗議布條，在眾人高喊「取消戒嚴」聲中，共同推開象徵禁錮的鐵門。